# Tupiniquins
Os tupiniquins (também chamados de tupinaquis e topinaquis ) são um povo indígena brasileiro pertencente ao sub-grupo tupi. O termo foi utilizado, no século XVI, para se referir a duas populações distintas: uma que habitava o sul do atual estado da Bahia e outra que habitava, grosso modo, a região da baixada santista e do planalto paulista, no atual estado de São Paulo. Atualmente, habitam três Terras Indígenas localizadas no município de Aracruz, no norte do estado do Espírito Santo. Análises genéticas coordenadas pela geneticista Tábita Hünemeier confirmaram que os indígenas tupiniquim de Aracruz se juntam aos tupinambá da Bahia e aos potiguara da Paraíba como os últimos remanescentes dos povos tupi que ocupavam o litoral na época das grandes navegações europeias.

## Etimologia
Segundo Antenor Nascentes, no seu Dicionário Etimológico Brasileiro, o termo "tupiniquim" deriva da expressão tupin-i-ki, significando "tupi ao lado, vizinho lateral". Silveira Bueno, seguindo a mesmo linha, no seu Dicionário Etimológico-Prosódico da Língua Portuguesa dá sua raiz na expressão tupinã-ki, ou "tribo colateral, o galho dos tupi" . 
Eduardo de Almeida Navarro, por sua vez, sugere, no seu Dicionário de Tupi Antigo, que o termo signifique: "aqueles que invocam Tupi", pela junção de Tupi (nome de um personagem mítico ancestral) e ekyîa ou ikyîa (invocar).

## História
Teoriza-se, com base em dados arqueológicos, que os povos indígenas do sub-grupo tupi - também chamado de tupinambá - tenham se originado em algum lugar localizado onde hoje é a Amazônia e que tenham migrado margeando, primeiro, o Rio Amazonas e, depois, a costa atlântica da América do Sul, até chegar a ocupar, por volta do século XVI, uma região que ia desde o estado do Maranhão até o litoral central do estado de São Paulo.
Os tupiniquins tiveram importante participação na colonização portuguesa da região de Santos e Bertioga no século XVI e na fundação da cidade de São Paulo, em 1554, pelo padre jesuíta Manuel da Nóbrega. Eram aliados dos colonizadores portugueses. O pesquisador Carlos Augusto da Rocha Freire consignou que os tupiniquins ocupassem, no século XVI, terras situadas entre o atual município baiano de Camamu e o Rio São Mateus (ou Rio Cricarê), no atual estado do Espírito Santo. Foram catequizados por jesuítas em "Aldeia Nova", sofrendo com pragas endógenas (como a varíola) e exógenas (como as formigas, que lhes destruíram as plantações). Serafim Leite consignara, em História da Companhia de Jesus no Brasil, que o Acampamento dos Reis Magos era, quase todo, composto por tupiniquins.
Em 1610, o padre João Martins obteve, para os nativos, uma sesmaria, mensurada somente em 1760. O principal centro desse território era a vila de Nova Almeida, que, na data de sua demarcação, contava com 3 000 habitantes. Auguste de Saint-Hilaire registra, no início do século XIX, sua existência. Em meados do século XIX, o pintor François-Auguste Biard anotou sua presença em famílias dispersas, junto a imigrantes italianos.
No século XX, o Serviço de Proteção aos Índios instalou, no Espírito Santo meridional, uma de suas zonas de atuação, sendo encontrados, em 1924, alguns tupiniquins.

## Situação atual
Sua população, em 1997, estava por volta de 1386 indivíduos. Em 2010, por volta de 2360. No passado, falavam a língua tupi litorânea, da família Tupi-Guarani, mas atualmente usam apenas o português. Foram tolhidos de suas terras, o que resultou no acampamento em protesto, junto a índios guaranis do Espírito Santo, defronte ao Ministério da Justiça, reivindicando a efetivação da reserva indígena.
Em 28 de agosto de 2007, o governo demarcou as terras reivindicadas pelos tupiniquins, que ficaram acampados em área usada para a plantação de eucaliptos da empresa Aracruz Celulose.
Em média, o material genético dos tupiniquins do Espírito Santo é composto por 51% de DNA de origem nativa americana, 26% de origem europeia e 23% de origem africana. O primeiro grande pulso de miscigenação teve início no século XVIII, condizendo com o ciclo da mineração, a segunda aconteceu a partir de 1808, com a Transferência da corte portuguesa para o Brasil e a intensificação do tráfico de escravos. O terceiro e último pulso começou em fins do século XIX, com a Abolição da escravatura no Brasil e a crescente imigração e chegada de imigrantes europeus.

Localização original dos povos tupiniquins, no século XVI
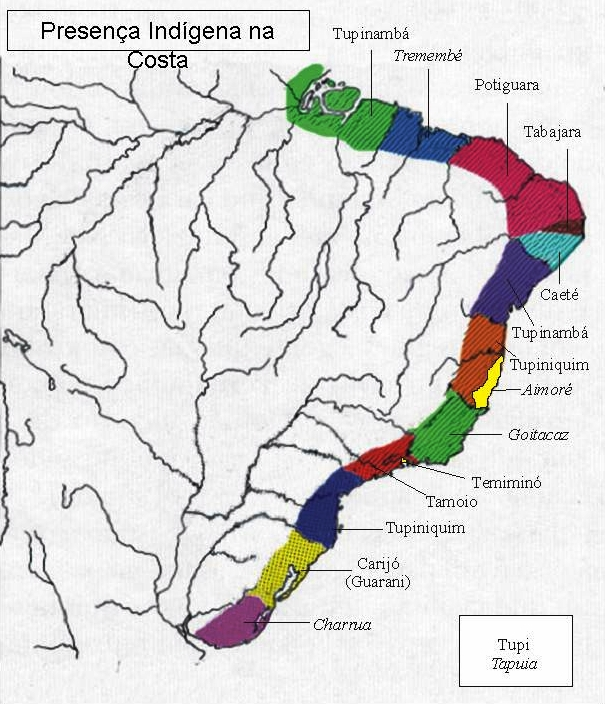
Distribuição dos grupos de língua tupi na costa brasileira, no século XVI
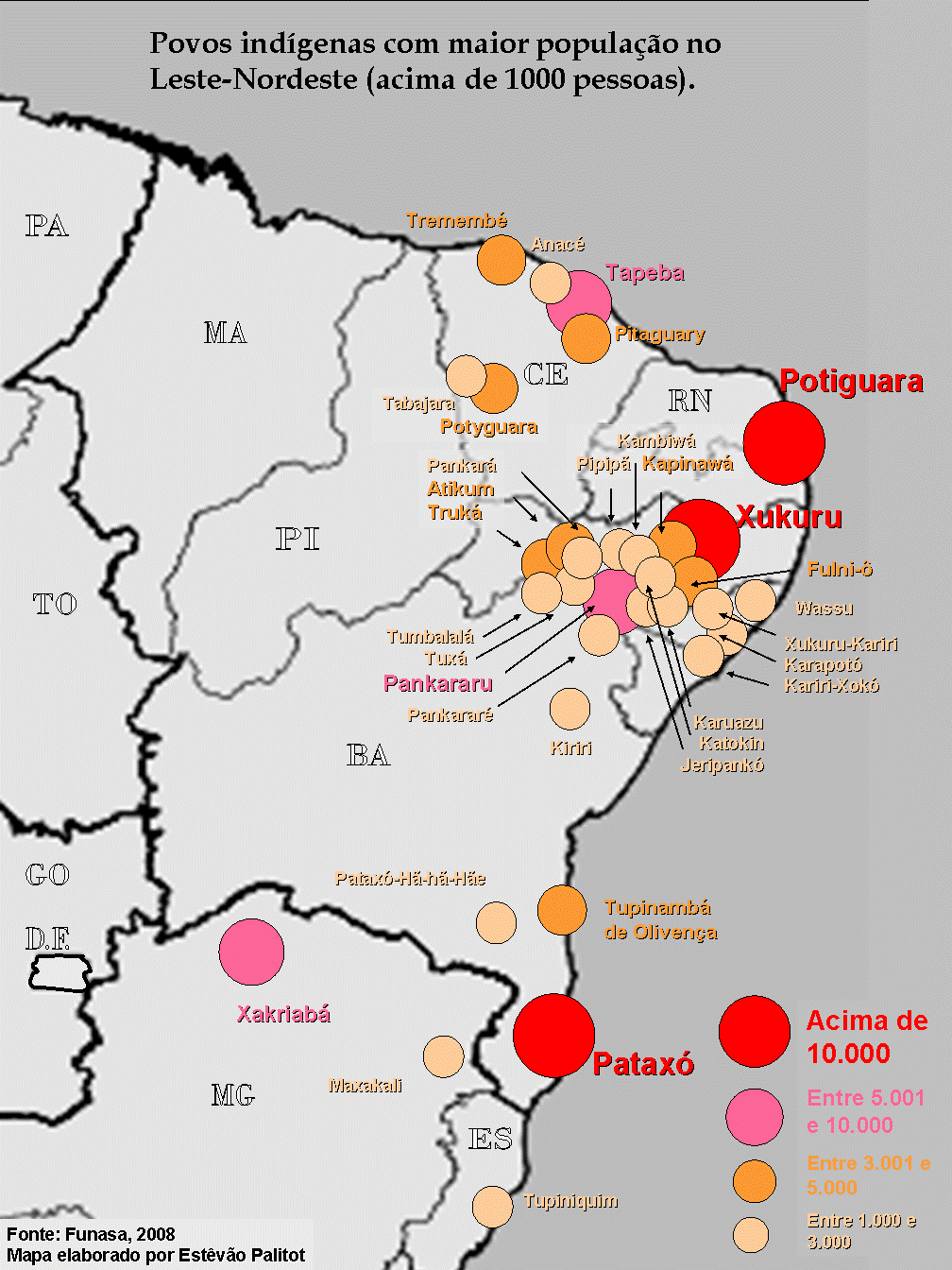
Etnias indígenas mais populosas no Leste-Nordeste brasileiro, atualmente
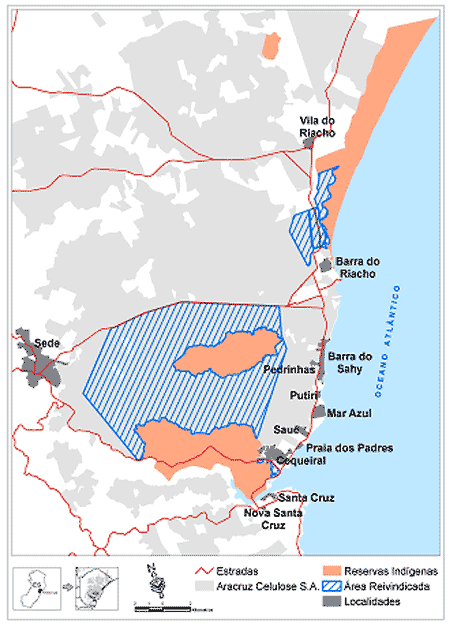
Confrontação entre o território tupiniquim demarcado e as áreas ocupadas pela Aracruz Celulose (em cinza)
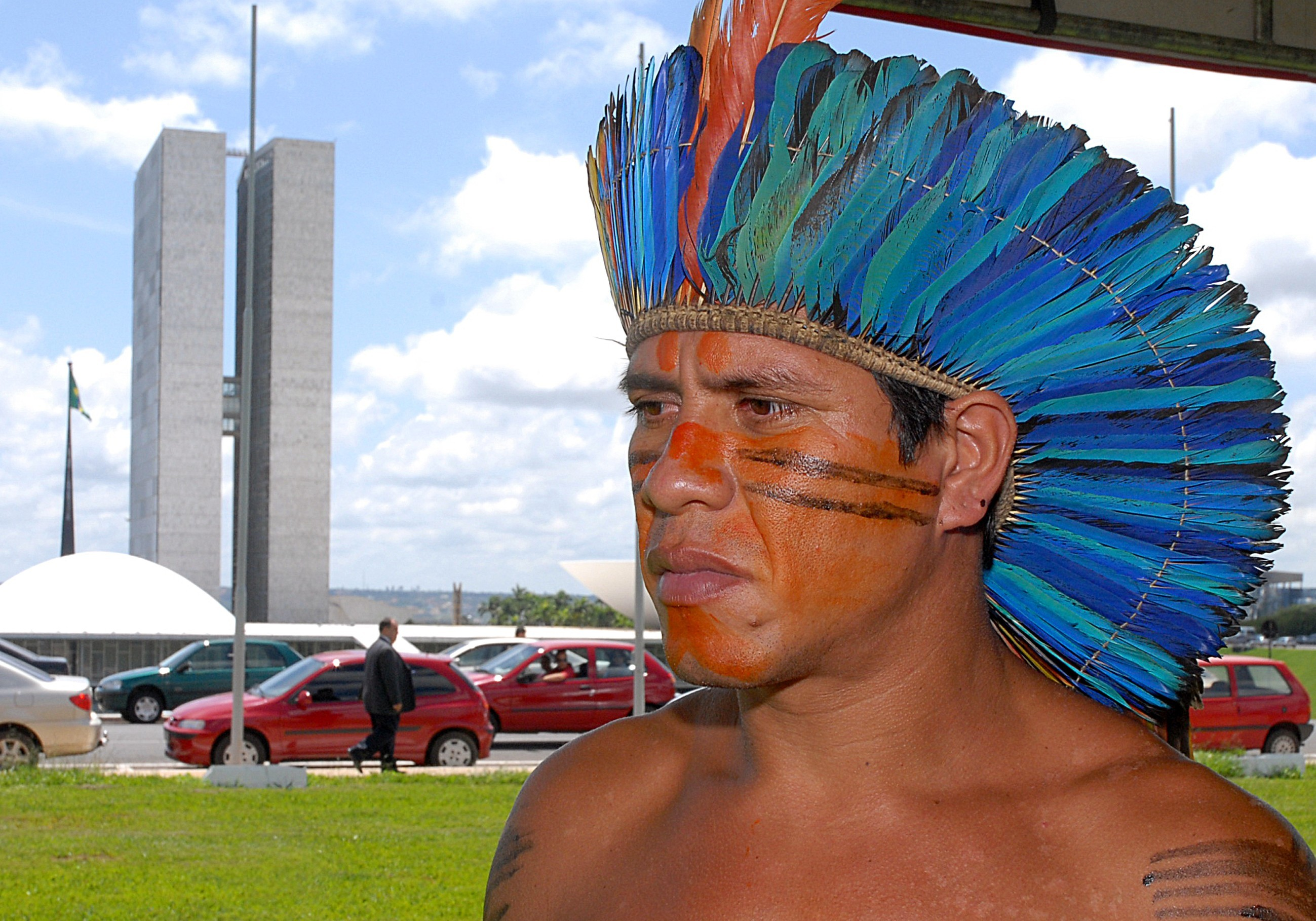
O cacique Jaguaretê, em Brasília, em 2007
- Índios repovoam sua terra tradicional após acordo com a Aracruz Celulose no Espírito Santo - Foto: Valter Campanato/Abr